# Stołpno
Stołpno – osiedle leżące w południowej części Międzyrzeca Podlaskiego. Dawniej była to wieś leżąca niedaleko Międzyrzeca, w 1931 roku została wchłonięta w struktury tego miasta.

## Historia
W 1390 roku Abraham Chamiec otrzymał od króla Władysława II Jagiełły włości Międzyrzec i Stołpno. Wieś położona w powiecie mielnickim województwa podlaskiego, wchodziła w 1662 roku w skład majętności międzyrzeckiej Łukasza Opalińskiego.
Wieś Stołpno należała w latach 1867–1931 do gminy Zahajki w powiecie radzyńskim. W Królestwie Polskim przynależała do guberni siedleckiej, a w okresie międzywojennym do woj. lubelskiego. 13 czerwca 1931 Stołpno (619 ha) włączono do Międzyrzeca Podlaskiego.